# Palais Benedetti
Palazzetto Benedetti
Le palais Benedetti ou Palazzetto Benedetti est un palais de Venise sur le Rio Priuli (Ruga Due Pozzi) dans le sestiere de Cannaregio (N.A. 4173).

## Historique

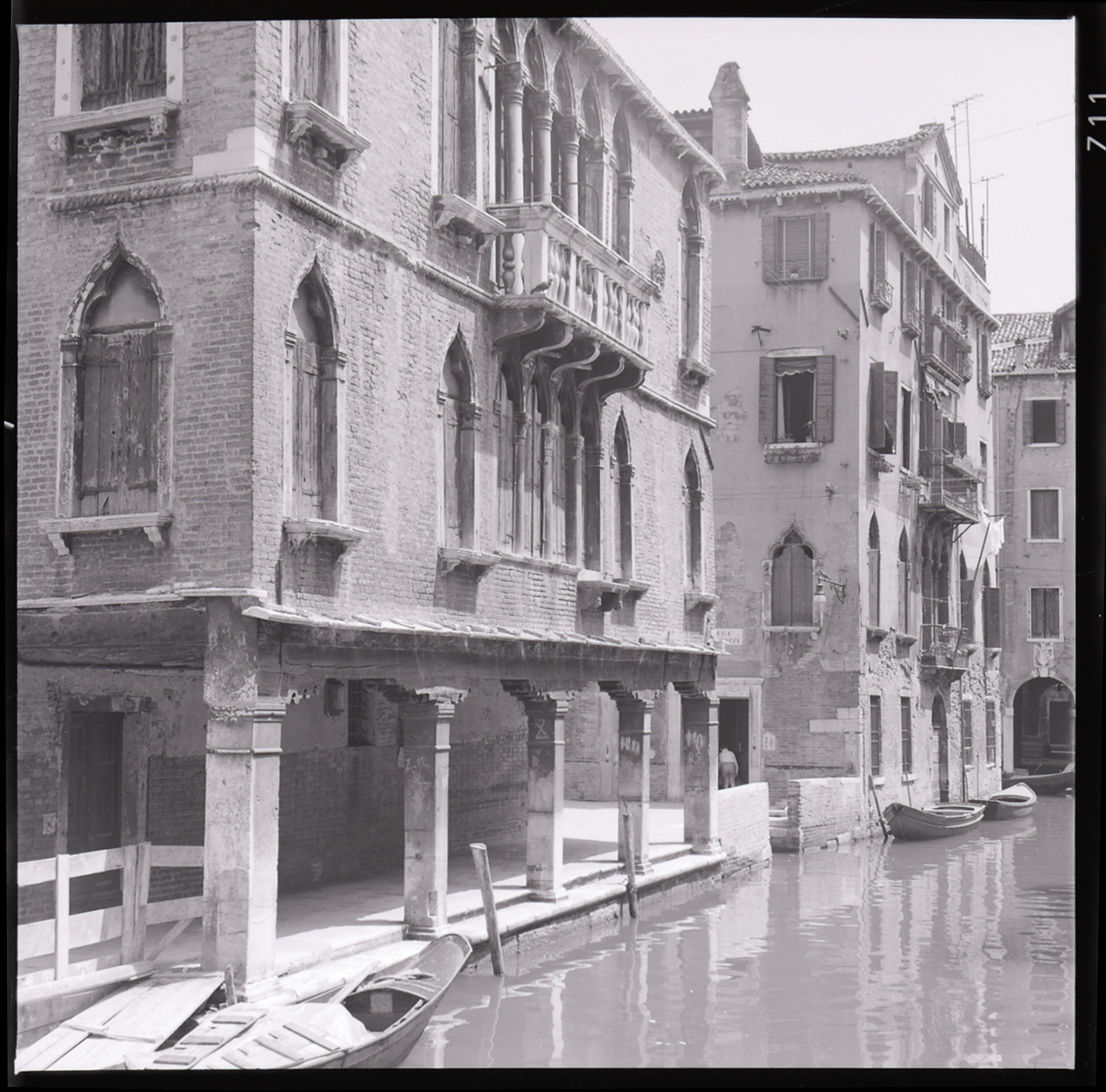
Photo par Paolo Monti, 1969

Le blason sur la façade atteste bien que le palais a été construit par la famille Benedetti. Certains membres de cette famille, sont connus comme militaire ou évêques, ils faisaient partie de l'ancienne aristocratie. La famille a immigré à Venise avant le XIIIe siècle à partir d'Acre en Orient. En 1537, des documents soumis au conseil de la Savi, montrent que Alvise Benedetti, fils de Domenico, résidait dans ce palais. De même Pietro Benedetti conseiller du Sestiere de Cannaregio, a vécu ici en 1622.

## Description
Ce palais dispose d'un sottoportego caractéristique et rare au côté de canal. Le premier étage noble a deux blasons de la famille Benedetti entre les fenêtres latérales. Une restauration a été entreprise en 2004.